# Willem Jan Hendrik Hoen

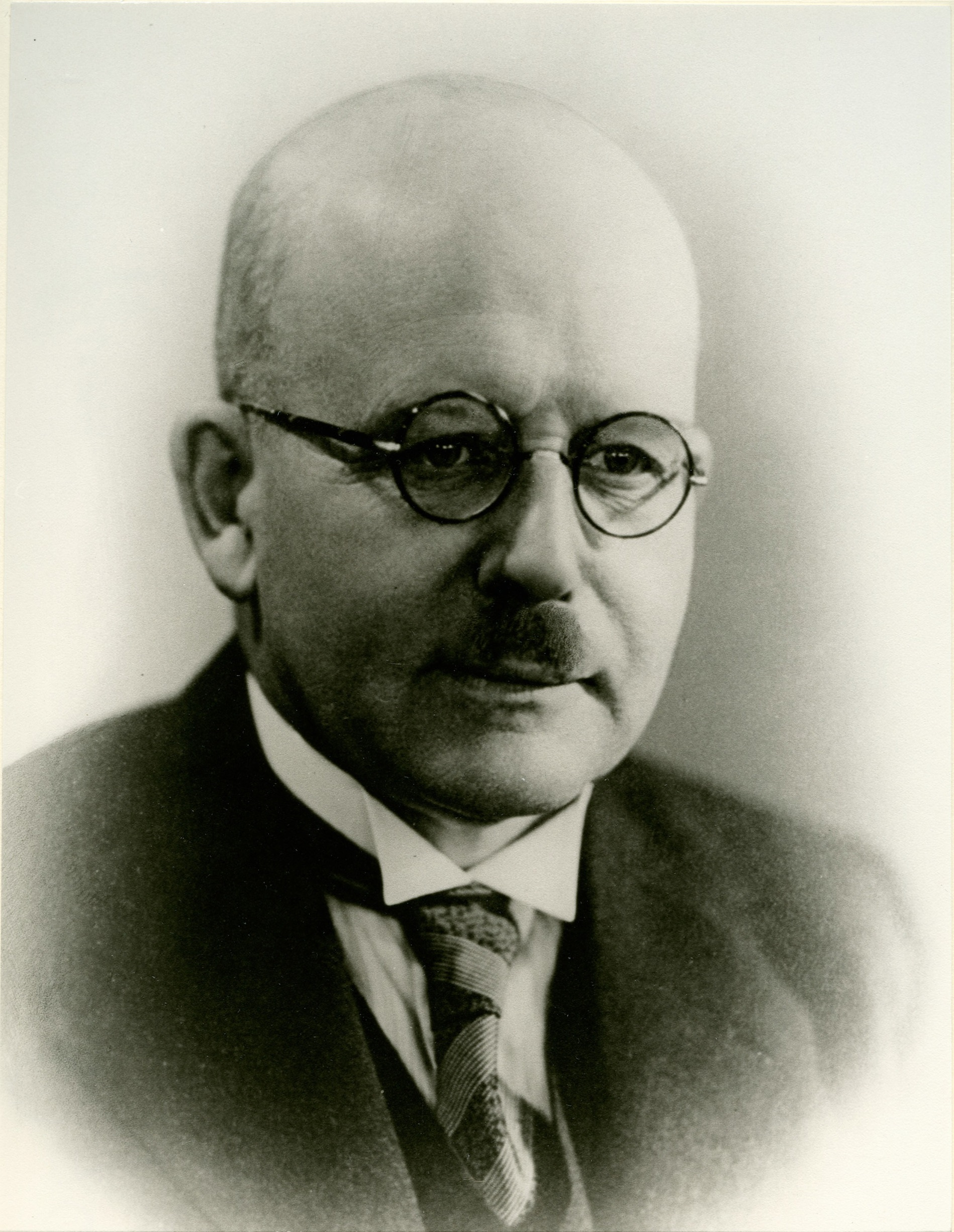
Willem Jan Hendrik Hoen
(tussen 1915 en 1930)

Willem Jan Hendrik Hoen (Hoogezand, 9 januari 1882 — Glimmen, 7 november 1959) was een Nederlands burgemeester.
Voordat hij in augustus 1915 werd benoemd tot burgemeester van de gemeente Warffum was Hoen werkzaam binnen de griffie van de provincie Groningen en als volontair bij de gemeente Dokkum. Met ingang van 1 februari 1947 werd hem eervol ontslag verleend wegens het bereiken van de pensioengerechtigde leeftijd.